# Horace Capponi
Pour les articles homonymes, voir Capponi.
Horace Capponi (15..-1622), natif de Florence, fut nommé évêque de Carpentras le 23 septembre 1596, il se retira de sa charge en 1615, et fut nommé évêque émérite. Entre-temps, il avait été par deux fois recteur du Comtat Venaissin de 1598 à 1600 et de 1607 à 1609. Il mourut à Rome le 30 mars 1622.

## Origine
Membre de la famille des Capponi, originaire d'Orvieto, qui s'installa ensuite à Florence où elle fut distinguée par des charges de gonfaloniers et de capitaines des armées. Elle était apparentée aux Baroncelli. Une partie de cette famille s'établit à Lyon au commencement du XVIe siècle et fut naturalisée en 1534. Elle fut fieffée à Ambérieu, Feugerolles, en 1589, et à Roche-la-Molière. Sa devise était : Post tenebras lux et ses armes se lisent : « Tranché de sable et d'argent ».

## Biographie
Il était le fils de Maddelana Benci et de Gino Capponi de Florence, mariés le 10 octobre 1550. Baptisé Orazio, il fut destiné aux ordres. Envoyé à Rome pour y faire ses études, il y fut consacré prêtre, nommé référendaire et occupa, un temps, le poste de gouverneur de Macerata
Dans sa jeunesse, Capponi avait cherché un dérivatif en littérature. On connaît de lui un ouvrage polémique, relatif à Dante. Il fut publié en 1584 sous le titre : Risposte de Orazio Capponi sopra le prime cinque particelle delle considerazioni di Bellisario Bulgarini, intorno al discorso di Jacopo Mazzoni in difisa di Dante. Bulgarini lui répliqua dans une brochure parue en 1585.
L'évêque de Carpentras, Jacques Sacratus, étant décédé à Rome, Capponi fut élu pour lui succéder le 23 juin 1596. Il fut consacré évêque par le cardinal Séraphin Olivier-Razali, assisté des archevêques Honoré du Laurens, Pierre Lombard et Alessandro Petrucci, ainsi que des évêques Pierre de Valernod, Fausto Malari (Molari, Mellari), Domenico Bonzi, Augustin Potier et Filippo Salviati. Sur place, il reçut la consécration épiscopale des mains de l'évéque de Vaison, Guillaume III de Cheisolme.
Le 12 décembre 1597, sur commission spéciale du pape, il fit notifier au Cardinal Aquaviva, Légat d'Avignon, et à Jean-François Bordini, Vice-légat, un bref pontifical, en date du 3 septembre précédent, lequel interdisait à tous légats, vice-légats, auditeurs de la Rote, et tous membres de la légation, de s'immiscer dans la « juridiction temporelle des lieux de Bédarrides, Châteaùneuf-Calcernier et Gigognan, dont l'archevêque d'Avignon était Seigneur. Sa Sainteté voulant qu'ils ne pussent prendre connaissance d'aucune des causes soumises à cette juridiction, s'ils n'y étaient spécialement autorisés, et seulement en cas d'appel ».
Léopardi céda à Horace Capponi son poste de recteur. Le Pape lui avait fait expédier son bref le 17 décembre 1597, mais ce ne fut que le 1er mars 1598, qu'en présence dei États assemblés, Capponi rendit publique sa nomination.
En 1598, l'évêque obligea le vicaire de la paroisse de Mormoiron à lui céder sa dîme en raisins contre deux sommées (220 litres) de vin d'un autre terroir. En cette même année, les Consuls de Carpentras commencèrent à porter des chaperons, après leur délibération prise en Conseil-municipal, le 18 mai, et autorisée le surlendemain, par le Recteur. La délibération précisait que les chaperons devaient être de velours cramoisin de couleur rouge ou violet.
Le 11 janvier 1600, il publia ordonnances, statuts et règlements « concernant l'administration de la justice, abréviation des procès, taux et modération des dictes vacations et écritures tant judiciaires qu'extra-judiciaires ». Ces statuts cassés et révoqués par le Vice-légat Conti, furent rétablis en 1670.
Capponi était parti pour Rome, le 9 septembre 1600, son départ laissa en vacance la Rectorie, Jean de Tulle, évêque d'Orange, fut pourvu du poste par le vice-légat. L'évêque de Carpentras avait été appelé par Clément VIII qui le nommait légat pontifical pour faire signer la paix entre les rois de France et d'Espagne.
Séraphin Olivier-Razali, devenu titulaire du patriarcat d'Alexandrie, le 26 août 1602, il fut sacré, le dimanche 15 septembre 1602, en l'église de Église Saint-Louis-des-Français de Rome, par le cardinal Arnaud d'Ossat, assisté par Horace Capponi, évêque de Carpentras et par Jérôme Centelles, évêque de Cavaillon. Cette même année, il fonda pour la cathédrale de Carpentras le bénéfice-canonicat du Théologal
En 1605, l'évêque plaça en tant que reliques, deux doigts attribués à saint-Siffren, pour consacrer les autels portatifs destinés aux églises paroissiales de Mazan et de Venasque.
Étant à Rome, Horace Capponi fut à nouveau nommé par bref apostolique du 6 octobre 1607, recteur du Comtat. Il remplaçait à ce poste Jacques Raccamado qui était en fonction depuis 1605.
Cette nomination récompensait sa publication concernant les démêlés entre Paul V et la République de Venise. Le nouveau Recteur se vit confirmer, le 13 octobre 1607, par le cardinal Borghèse l'extension que le pape donnait à un privilège que Clément VIII avait octroyé, le 29 octobre 1602, à la Confrérie des Pénitents noirs de Carpentras. Chaque vendredi-saint, la confrérie pourrait gracier un condamné à mort. Le pape autorisait que le Recteur  étendit cette grâce à tout le Comtat et que s'y ajoutent les jours de la Pentecôte, de la Toussaint, et de la Noël.
Capponi, de retour à Carpentras, le 11 novembre 1607, prit possession de la Rectorie, le 16. Il eut des rapports conflictuels le Conseil de Ville de Carpentras. L'évêque-recteur, extrêmement abrupt, abusait des droits réservés aux évêques de ce diocèse depuis 1320 et amplifiait les pouvoirs que lui donnait la Rectorie.
Le musée Calvet possède une lettre manuscrite d'Horace Capponi, (Fol. 100.) adressée le 27 août 1609 par l'évêque, à Joseph Ferrier, vice-légat d'Avignon, sur les provisions d'offices dans le Comtat. Il fallut la nomination du nouveau recteur Balthazare Gaddi pour mettre un terme à ce conflit. Pour cela, en 1609, en préalable à tout accord, l'élection des Consuls de Carpentras fut avalisée par François de Suarès, Prévôt de l'Église d'Avignon, Commissaire spécialement député par le vice-légat à cet effet. Ce fut ensuite sur demande expresse  du Conseil de ville de Carpentras qu'au mois d'août 1609, Paul V nomma enfin un autre Recteur.
Resté évêque, en 1612, il fonda un mont-de-piété afin de venir en aide aux pauvres honteux.
Pour la première fois, en 1615, Saint-Pierre-de-Vassols apparaît comme faisant partie des fiefs de la manse épiscopale de Carpentras. Ses consuls rendent hommage à Horace Capponi qui lui-même tient cette seigneurie de la Révérende Chambre Apostolique d'Avignon. Il lui en rend hommage ainsi que pour Le Beaucet, Venasque, Malemort-du-Comtat, Méthamis, Monteux et Villes-sur-Auzon.
Il testa à Rome, le 18 mars 1622, par-devant le notaire Laurent Bonincontri. Le 29 mars 1622, Horace Capponi mourut à Rome et son corps fut inhumé, dans l'église de Saint-Jean-des-Florentins. Le 29 du mois d'avril suivant, pour le repos de son âme, on célébra, à Carpentras, un service funèbre, en la cathédrale de Saint-Siffrein.

## Œuvres
Au début du XVIIe siècle, le frontispice de la cathédrale Saint-Siffrein ne portait aucun ornement. L'évêque décida de le faire décorer. Il fit livrer du marbre de Gènes pour ouvrir deux portes de chaque côté de la grande entrée. Celle-ci fut flanquée de deux grandes colonnes de marbre gris qui soutinrent ses armes. La grande Croix précédant la porte principale portait gravée sur son piédestal : « Horatius Capponius, Episcopus Carpent., F/orentinus, Crucem hanc sumptibus Hebrœorum erexitt ut quam deriferant, magis confpicuam & vencrandam aspiccrent. III. Febr. 1603 ».
En 1615, à sa demande, Pierre Isnard et Pierre Mancarel ornèrent de ses armes les portes de noyer de Saint-Siffrein. Précédemment, l'évêque avait offert une vasque avec entablement de marbre à sa cathédrale. Les fonts baptismaux, ornés de marbre et entourés d'une balustrade de fer, furent aussi dus à Horace Capponi qui fit réaliser la chaire du prédicateur. Enfin, il fit placer dans Saint-Siffrein son portrait sur plaque de cuivre.
La croix posée au-devant du portail de Saint-Siffrein de Carpentras a été mise à bas en février 1793. Les statues des saints Pierre et Paul, qui décoraient la façade de la cathédrale subirent le même sort. De même, la grille qui cernait les Fonts baptismaux a été enlevée.